# Caloncoba crepiniana
Caloncoba crepiniana là một loài thực vật có hoa trong họ Achariaceae. Loài này được (De Wild. & T. Durand) Gilg mô tả khoa học đầu tiên năm 1908.